# Arizona Coyotes
Arizona Coyotes este o echipă profesionistă inactivă americană de hochei pe gheață cu sediul în zona metropolitană Phoenix și care a făcut parte din Divizia Centrală a Conferinței de Vest din NHL.
Înființată la 27 decembrie 1971, sub numele de Winnipeg Jets care făcea parte din World Hockey Association (WHA), a fost una dintre cele patru francize absorbite de NHL după ce WHA și-a încetat activitatea, alăturându-se la 22 iunie 1979. Jets s-a mutat la Phoenix la 1 iulie 1996 și a fost redenumită Phoenix Coyotes. Numele francizei s-a schimbat în Arizona Coyotes la 27 iunie 2014. Alex Meruelo a devenit proprietar majoritar la 29 iulie 2019.
Echipa a fost instabilă în timpul proprietarilor anteriori. NHL a preluat franciza Phoenix Coyotes în 2009, când proprietarul de atunci, Jerry Moyes, a renunțat la echipă după ce a declarat faliment. NHL a menținut controlul asupra echipei până în 2013, când a găsit un nou proprietar dispus să păstreze franciza în Arizona. În ciuda unei relații de lucru dificile cu orașul Glendale și cu Gila River Arena, Coyotes au reușit să obțină un acord de la un an la altul pentru a juca în această arenă până la sfârșitul sezonului 2021-22. Este cea mai veche franciză care nu a jucat niciodată în finala Cupei Stanley.
Alex Meruelo a devenit unicul proprietar al francizei în urma arestării proprietarului minoritar Andrew Barroway.
Coyotes au suspendat operațiunile de hochei după încheierea sezonului 2023-2024. Într-o înțelegere intermediată de NHL, Coyotes au fost în esență împărțiți în jumătate. Activele echipei de hochei (jucători, personal și selecții) au fost transferate către Utah Hockey Club, o franciză de expansiune acordată în același timp lui Ryan Smith și cu sediul în Salt Lake City. Numele, istoria și alte proprietăți intelectuale ale Coyotes au fost păstrate inițial de Meruelo, care intenționase să construiască o nouă arenă în Arizona până în 2029.
Meruelo spera să câștige o parcelă de teren la o licitație în iunie 2024. Când această licitație a fost anulată, Meruelo a părăsit franciza și și-a abandonat eforturile de a revigora Coyotes . Echipa se va desființa în 2029 dacă nu va fi reînviată până atunci.